# Ханиој (Њујорк)
Ханиој (енгл. Honeoye) насељено је место без административног статуса у америчкој савезној држави Њујорк.

## Демографија
По попису из 2010. године број становника је 579.
| Група             | 2000.    | 2010.       |
| Белци             | 0 (0,0%) | 562 (97,1%) |
| Афроамериканци    | 0 (0,0%) | 1 (0,2%)    |
| Азијати           | 0 (0,0%) | 3 (0,5%)    |
| Хиспаноамериканци | 0 (0,0%) | 4 (0,7%)    |
| Укупно            | 0        | 579         |